# Jewsiej Moisiejenko
Jewsiej Jewsiejewicz Moisiejenko (ros. Евсей Евсеевич Моисеенко, ur. 15 sierpnia?/28 sierpnia 1916 w Uwarowiczach, zm. 29 listopada 1988 w Leningradzie) – radziecki malarz, grafik i pedagog.

## Życiorys
Urodził się w białoruskiej rodzinie chłopskiej. Od dzieciństwa pasjonował się rysowaniem. W 1931 skończył szkołę średnią i przeniósł się do Moskwy, gdzie w 1936 ukończył Szkołę Artystyczną im. Kalinina, później wyjechał do Leningradu, gdzie studiował w Instytucie Malarstwa, Rzeźby i Architektury im. Riepina. 5 lipca 1941 po ataku Niemiec na ZSRR ochotniczo zgłosił się do pospolitego ruszenia Leningradu, brał udział w walkach obronnych na południe od Leningradu, gdzie popadł w okrążenie i następnie dostał się do niewoli. Przez 3,5 roku był więziony w niemieckich obozach, w kwietniu 1945 został uwolniony z obozu w Altengrabowie pod Magdeburgiem, zaraz po uwolnieniu zgłosił się do armii, jako żołnierz 3 Gwardyjskiego Korpusu Kawalerii brał udział w ostatnich walkach II wojny światowej w Europie, w listopadzie 1945 został zdemobilizowany. Wrócił do Leningradu, gdzie w 1947 skończył studia. Portretował radzieckich wojskowych, m.in. Lwa Dowatora (jego portret był pracą dyplomową Moisiejenki), malował wszelkiego rodzaju obrazy związane z tematyką wojny ZSRR z Niemcami. Jego ważniejsze prace to m.in. Partyzanci (1952), W stepie (1954), Matki, siostry (1967), Zwycięstwo (1970-1972), 9 Maja (1975) , Weterani (1978), Pieśń (1978-1980). Od lat 70. malował również innego rodzaju portrety i obrazy, m.in. Jezioro (1973), autoportret z żoną W Starej Ładodze (1978), Portret Matki (1979), Autoportret (1979), Portret Żony (1979). Od 1947 był członkiem Związku Artystów ZSRR, w 1973 został jego sekretarzem. W 1962 został członkiem korespondentem, a w 1973 członkiem rzeczywistym Akademii Sztuk Pięknych ZSRR, w 1963 otrzymał tytuł profesora. W 1970 nagrodzono go tytułem Ludowego Malarza ZSRR. Został pochowany na Cmentarzu Wołkowskim.

## Odznaczenia i nagrody
- Medal Sierp i Młot Bohatera Pracy Socjalistycznej (28 sierpnia 1986)
- Order Lenina (28 sierpnia 1986)
- Order Czerwonego Sztandaru Pracy (27 października 1967)
- Order Przyjaźni Narodów (10 września 1976)
- Nagroda Leninowska (1974)
- Nagroda Państwowa ZSRR (1983)
- Nagroda Państwowa RFSRR im. Riepina (1966)

I medale.